# Інфамія
Інфа́мія (від лат. infamia — безчестя) — позбавлення шляхетської честі, яким супроводжувався вирок про баніцію — позбавлення громадянських прав і державного захисту за скоєння особливо тяжких злочинів.